# Succedani de caviar
Els ous de lump (Cyclopterus lumpus), peix de l'Atlàntic Nord, són ous (fresa de peix) presentats com a succedani del caviar d'esturió.
Llur color natural és grisa. Es preparen en salmorra, colorats (amb colorants autoritzats: marxant vermell E123 o negre brillant E151) i amb diversos condimentes, agents de sapiditat i conservadors.
Són comercialitzats en semiconserves (a conservar al fresc).
Els principals productors són Islàndia, Dinamarca i el Canadà.

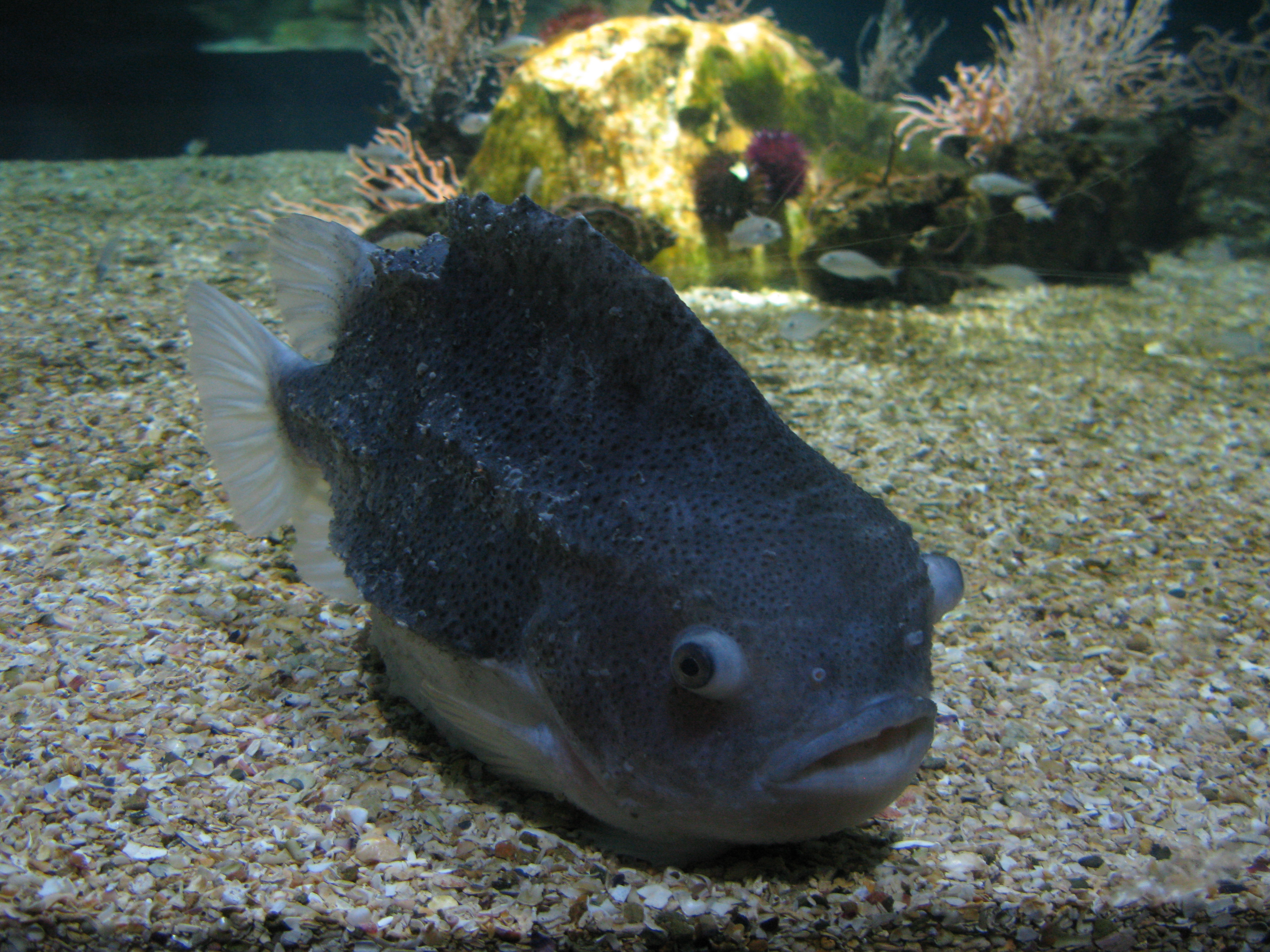
Un cyclopterus lumpus
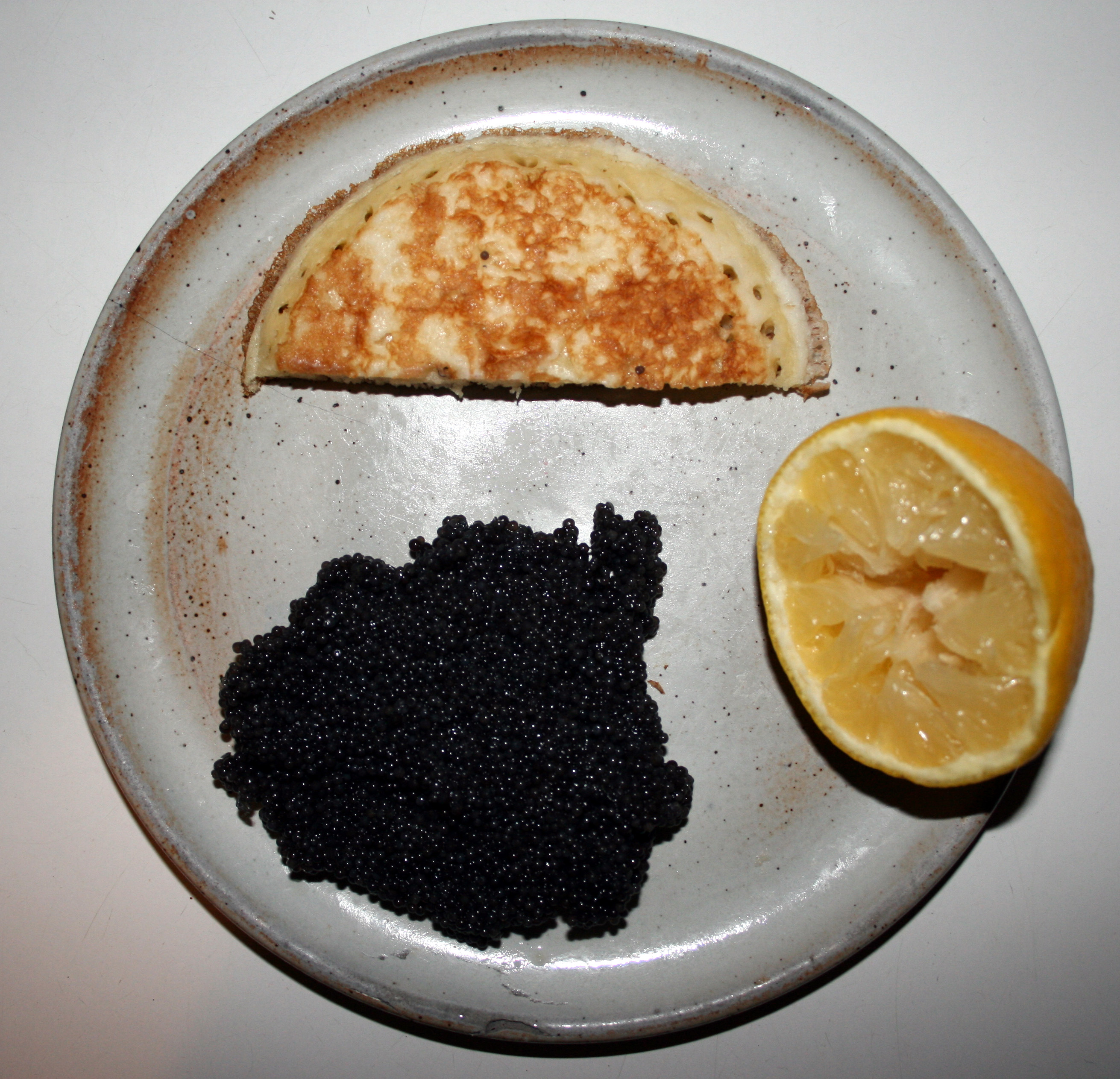
Plat d'ous de lump